# Giorgio Candeloro
Giorgio Candeloro (* 20. März 1909 in Bologna; † 27. September 1988 in Rom) war ein italienischer Neuzeithistoriker. Seine monumentale Storia dell’Italia moderna gilt bis heute als Standardwerk der Neueren Geschichte Italiens.

## Leben
Candeloro schloss sein Studium an der Universität Rom 1930 bei dem faschistischen Philosophen Giovanni Gentile mit einer Arbeit über Joseph de Maistre ab. Sein Verhältnis zu Gentile war persönlich eng, doch finden sich in seinen damaligen Schriften keine apologetischen Bemerkungen zum italienischen Faschismus. 1932 wurde Candeloro Gymnasiallehrer. Im selben Jahr gab er seine Übersetzung von Alexis de Tocquevilles Schrift Über die Demokratie in Amerika heraus, die in der von Gentile herausgegebenen Reihe Classici del pensiero politico des Istituto Nazionale Fascista di Cultura erschien. 1935 trat er der Scuola Storica Gioacchino Volpes am Istituto Storico Italiano per l’età moderna e contemporanea bei, wo er auch Kontakt zu dem Historiker Walter Maturi hatte, der damals Direktor der dortigen Bibliothek war.
Während des Bienniums 1943–45 nahm Candeloro in den Reihen des Partito d’Azione an der römischen Resistenza teil. Später trat er dem Partito Comunista Italiano bei.
Candeloros 1949 erschienener Aufsatz Adolfo Omodeo storico del Risorgimento ist die erste Arbeit, die seinen Übertritt zur marxistischen Historiographie zum Ausdruck bringt.
Ab 1968 unterrichtete Candeloro an der Universität Catania. Von 1972 bis 1979 war er Professor für Geschichte des Risorgimento an der Universität Pisa.

## Werk
Candeloros monumentale Storia dell’Italia moderna, an der er über drei Jahrzehnte lang arbeitete, behandelt in elf Bänden den Zeitraum von 1700 bis 1950.
Ursprünglich plante Candeloro nur sechs Bände. Wie er selbst im Vorwort des ersten Bands erklärt, orientiert sich seine Darstellung an der marxistischen Geschichtsinterpretation Antonio Gramscis. Candeloro betont die Wichtigkeit, nicht nur Spezialstudien, sondern auch historische Überblicksdarstellungen zu verfassen, die die Gültigkeit von Interpretationen überprüfen und Forschungslücken in bestimmten Bereichen aufzeigen. Seine Absicht war es, eine Synthese zu verfassen, die nicht die Trockenheit und Schwierigkeit historischer Spezialstudien darstelle, zugleich aber die Oberflächlichkeit von Handbuchdarstellungen und populärwissenschaftlichen Darstellungen vermeide.
Rudolf Lill nannte Candeloros Storia dell’Italia moderna eine „imponierende Synopse politischer, gesellschaftlicher und wirtschaftlicher Entwicklungen“. Maurizio Isabella bezeichnete das Werk noch 2012 als „einen nach wie vor konkurrenzlosen und obligatorischen Bezugspunkt für jeden Studenten des Risorgimento“.
Den Stil der Darstellung charakterisierte Ernesto Ragionieri 1964 als „einfach, ruhig, von einer in Italien selten vorzufindenden Objektivität, gleichwohl persönlich, aber ohne jeglichem literarischen Wohlgefallen nachzugeben“.

## Schriften
Monographien
- Lo svolgimento del pensiero di Giuseppe de Maistre. Scuola di Filosofia della R. Università di Roma, 1931.
- Il movimento cattolico in Italia. Edizioni Rinascita, Rom 1953.
- Storia dell’Italia moderna. Feltrinelli, Mailand 1956–1986

1. Le origini del Risorgimento (1700–1815). 1956.
2. Dalla Restaurazione alla Rivoluzione nazionale (1815–1846). 1958.
3. La Rivoluzione nazionale (1846–1849). 1960.
4. Dalla Rivoluzione nazionale all’unità (1849–1860), Milano, Feltrinelli, 1964.
5. La costruzione dello Stato unitario (1860–1871). 1968.
6. Lo sviluppo del capitalismo e del movimento operaio (1871–1896). 1970.
7. La crisi di fine secolo e l’età giolittiana (1896–1914). 1974.
8. La prima guerra mondiale, il dopoguerra, l’avvento del fascismo (1914–1922). 1978.
9. Il fascismo e le sue guerre (1922–1939). 1981.
10. La seconda guerra mondiale. Il crollo del fascismo. La Resistenza (1939–1945). 1984, ISBN 88-07-30010-9.
11. La fondazione della Repubblica e la ricostruzione. Considerazioni finali (1945–1950). 1986, ISBN 88-07-30011-7.

Herausgeberschaften
- Alexis de Tocqueville: La democrazia in America. 3 Bde., herausgegeben und übersetzt von Giorgio Candeloro, Licinio Cappelli 1932 (= Classici del pensiero politico).